# Alttoggenburger
Der Alttoggenburger war eine Lokalzeitung für das untere Toggenburg im Ostschweizer Kanton St. Gallen, die von 1885 bis 2015 erschien.
Der Alttoggenburger erschien anfangs zweimal, später dreimal wöchentlich
und war amtliches Publikationsorgan der Gemeinden Kirchberg, Mosnang und Wattwil. Herausgegeben wurde das Blatt von der Druckerei Kalberer in Bazenheid. 1980 bis 2000 erreichte die Auflage über 5000 Exemplare. 2014 übernahm die Druckerei Flawil, die damals die Wiler Zeitung herausgab, den Alttoggenburger. 2016 wurden der Alttoggenburger und die Toggenburger Nachrichten in das Toggenburger Tagblatt integriert.